# Blue Bird Aviation (Kenia)
Blue Bird Aviation es una aerolínea charter con base en Nairobi, Kenia. Fue fundada en 1999 y efectúa vuelos chárter regionales. Su principal base de operaciones es el aeropuerto Wilson, Nairobi.

## Flota
La flota de Blue Bird Aviation consiste de los siguientes aviones con una edad media de 28 años (octubre de 2023):
| Bombardier Dash 8 100   | 4 | — | Cargo |  |  |  |
| Bombardier Dash 8 Q400F | 3 | — | Cargo |  |  |  |
| Bombardier Dash 8 Q400  | 1 | — | 76    |  |  |  |
| Fokker 50               | 1 | — | Cargo |  |  |  |
| Total                   | 9 | — |       |  |  |  |

## Accidentes e incidentes
- 23 de mayo de 2004: Dos Let L-410 Turbolet de Bluebird Aviation chocaron en vuelo. Uno de los aviones se estrelló contra el terreno, matando a los dos tripulantes (todas las personas que viajaban a bordo), mientras que el otro aterrizó satisfactoriamente.[4]

- 14 de julio de 2020: Un Bombardier DHC-8-402Q Dash 8, matrícula 5Y-VVU, se estrelló al aterrizar en el aeropuerto de Beledweyne, Somalia. El avión perdió su radomo, tren de aterrizaje y su ala se desprendió del fuselaje. Afortunadamente, la tripulación del vuelo de carga escapó antes de que el incendio resultante destruyera el avión.[5]